# Karl Zallinger (Politiker)
Karl Zallinger (* 18. Juli 1961 in Salzburg) ist ein österreichischer Politiker der Österreichischen Volkspartei (ÖVP). Seit Juni 2018 ist er Abgeordneter zum Salzburger Landtag.

## Leben

### Ausbildung und Beruf
Karl Zallinger besuchte nach der Volksschule in Salzburg-Lehen und Gnigl die Hauptschule Salzburg-Schloßstraße und ab 1974 das Privatgymnasium Borromäum, wo er 1980 maturierte. Nach dem Präsenzdienst begann er 1982 ein Studium der Theologie und Selbstständigen Religionspädagogik an der Universität Salzburg, das er 1991 als Magister abschloss.
Von 1990 bis 1992 unterrichtete an der Hauptschule und am Polytechnikum in Oberndorf. Anschließend war er Dienststellenleiter der Diözesanjugendstelle der Erzdiözese Salzburg. 1994 begann er ein Studium an der Sozialakademie, das er 1998 als Diplomierter Sozialarbeiter (DSA) beendete. Außerdem absolvierte er ein Psychotherapeutisches Propädeutikum. Parallel zu dieser Ausbildung war er Pastoralassistent in der Stadtpfarre Salzburg-Itzling. Von 1998 bis 2006 war er Heimleiter und Pädagogischer Leiter. Seit 2007 ist er Geschäftsführer des Kolpinghauses Salzburg.

### Politik
Karl Zallinger war von 2010 bis 2014 ÖVP-Stadtteilobmann in Salzburg-Itzling. Ab Oktober 2014 war er Landesobmannstellvertreter der Salzburger Landesorganisation des Österreichischen Arbeitnehmerinnen- und Arbeitnehmerbundes (ÖAAB). 2017 wurde er Bezirksobmann des ÖAAB Salzburg-Stadt. Am 14. Juni 2018 wurde er bei einem außerordentlichen Landestag des ÖAAB als Nachfolger von Daniela Gutschi zum Salzburger Landesobmann gewählt. Im März 2023 wurde er in dieser Funktion bestätigt.
Nach der Landtagswahl in Salzburg 2018 wurde er am 13. Juni 2018 in der konstituierenden Landtagssitzung der 16. Gesetzgebungsperiode als Abgeordneter zum Salzburger Landtag angelobt.